# Eumenodora
Eumenodora är ett släkte av fjärilar. Eumenodora ingår i familjen fransmalar.
Kladogram enligt Catalogue of Life:
| Eumenodora | \| \| Eumenodora encrypta \| \| \| \| \| \| Eumenodora tetrachorda \| \| \| \| |
|            | \| \| Eumenodora encrypta \| \| \| \| \| \| Eumenodora tetrachorda \| \| \| \| |
|            | Eumenodora encrypta                                                            |
|            |                                                                                |
|            | Eumenodora tetrachorda                                                         |
|            |                                                                                |